# Diana Vico
Diana Vico, född före 1707, död efter 1732, var en italiensk operasångare.
Hon tillbringade större delen av sin karriär i Venedig. Hon var berömd för sina roller som man, under en tid när kvinnorollerna ofta spelades av kastratsångare.  